# チャールズ・ハッチャー
チャールズ・レイ・ハッチャー（英語: Charles Ray Hatcher, 1929年7月16日 - 1984年12月7日）は、アメリカの連続殺人者。全米を放浪しながら少なくとも五人を殺害した。冤罪事件として知られるクリスチャン少年殺害事件の真犯人。

## 略歴
- 1929年 - ミズーリ州で生まれる。
- 1947年 - 軽犯罪を重ねる。
- 1959年 - 新聞配達の少年の誘拐未遂で逮捕。
- 1961年 - 州立刑務所で服役中に若い囚人ジェリー・サリントン（Jerry Tharrington）をレイプ、殺害。証拠不十分なため起訴されなかった。
- 1969年 - カリフォルニア州サンフランシスコで6歳の少年をレイプ。12歳の少年ウィリアム・フリーマン（William Freeman）を誘拐、殺害。
- 1978年 - 16歳の少年をレイプ。6歳のクリスチャン少年を誘拐、殺害。
- 1981年 - アイオワ州で38歳の男性、ジェイムズ・チャーチル（James Churchill）を殺害。
- 1982年 - ミズーリ州セント・ジョゼフで11歳の少女ミッシェル・スティール（Michelle Steele）を誘拐、レイプののち殺害。すぐに逮捕され一連の殺人を自供。
- 1983年 - 裁判では全ての罪を認める。
- 1984年 - 死刑を希望したが終身刑だった。判決後、刑務所の独房で首吊り自殺。

## 行動パターン
ハッチャーは、典型的なサイコパスでその生涯は娑婆と塀の中の往復だった。定職に就かずに各地を放浪し衝動的に性犯罪を犯してすぐに逮捕されるが、刑務所行きを避けるために精神異常を装い精神病院へ送られ、そこの医者を騙して短期間で仮釈放や退院をする。隙を見つけて脱走することもあった。また、複数の偽名と複数の社会保障番号を持っており、その名義で服役や入院していたため、ハッチャーの人生行路の正確な足取りは今もって不明である。このため、明らかになっている5人以外にも、ハッチャーの手にかかった犠牲者が多数いると思われる。事実、彼自身も、取り調べにあたったFBI捜査官への手紙のなかで、少なくとも16人（ほとんど全員男性）は殺害したと認めている。これを1982年まで続けて彼の一連の犯罪が明らかになった時に世間にショックを与えた。
ハッチャーは多数の偽名を持っており、これまでにリチャード・マーティン・クラーク（Richard Martin Clark）、リチャード・ハリス（Richard Harris）、リチャード・マーク・クラーク（Richard Mark Clark）、リチャード・リー・グレイディ（Richard Lee Grady）、リチャード・リー・プライス（Richard Lee Price）、アール・L・ケイルボウ（Earl L. Kalebough）、アルバート・エア（Albert Aire）、チャールズ・マーヴィン・ティドウェル（Charles Marvin Tidwell）、ホバート・プラッター（Hobart Prater）、ロナルド・スプリンガー（Ronald Springer）、ドリス・マリンズ（Doris Mullins）、カール・L・ケイルボウ（Carl L. Kalebough）、アルバート・ラルフ・プライス（Albert Ralph Price）、ドリス・マリンズ・トラヴィス（Doris Mullins Travis）、ドウェイン・リー・ウィルフォング（Dwayne Lee Wilfong）といった偽名を用いていたことが確認されている。また、社会保障番号は6つ持っていた。

## クリスチャン少年殺害事件
ミズーリ州のセント・ジョゼフに住む6歳の男の子エリック・スコット・クリスチャン（Eric Christgen）は1978年5月26日に行方不明になった。クリスチャン少年の父は地元政財界に影響力を持つ実業家であったことから、市を挙げての大捜索が行なわれたものの、結局惨殺死体となって発見された。警察の必死の捜査の結果、同じ市に住む僅かに知的障害があり前科のあるゲイの男性が逮捕された。尋問したところ精神的に不安定だったこともあり容疑を認めた。裁判では終身刑の判決を受けこれで一件落着かと思われていたが、1982年、ミッシェル・スティールが殺害され、事件直後、近隣地域にある精神病院に「アルバート・プライス（Albert Price）」名義で入院したハッチャーが捜査線上に浮かび、逮捕されたのだった。拘置所に収監後、信頼を得たFBIの担当捜査官にこれまでの犯行を自供。クリスチャン少年殺害についてもゲイの男性の関与を否定し単独犯行だったと主張した。裁判でもそのように証言し検察側を認め、彼は釈放された。その後男性は結婚して同じ町で暮らしている。
このことは全米で報道され、冤罪事件だと分かると町は強い衝撃を受けた。クリスチャンの事件の担当検事はミスを認めたが、警察は認めようとしなかった。また、エリックの両親は今でも息子を殺したのはハッチャーではなく、最初に逮捕されたゲイの男性だと信じているという。